# Tarcza anabarska

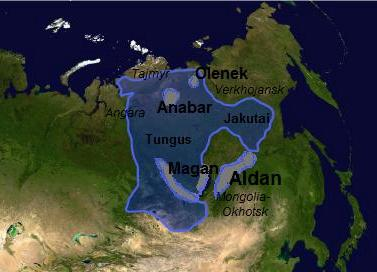
Położenie tarczy anabarskiej na obrazie satelitarnym Azji

Tarcza anabarska – tarcza będąca częścią platformy syberyjskiej, położona w północnej części Wyżyny Środkowosyberyjskiej, w górnym biegu Anabaru, Olenioka i Kotuja. Na powierzchni tworzy niewysoką wyżynę, którą budują gnejsy i łupki krystaliczne sfałdowane w archaiku. Występują liczne dyslokacje i intruzje. W strefie zewnętrznej znajdują się lekko pofałdowane warstwy utworów proterozoicznych.